# Východná
Východná (Hongaars: Vichodna) is een Slowaakse gemeente in de regio Žilina, en maakt deel uit van het district Liptovský Mikuláš.
Východná telt 2.225 inwoners.